# Direction générale régionale de Prusse-Orientale

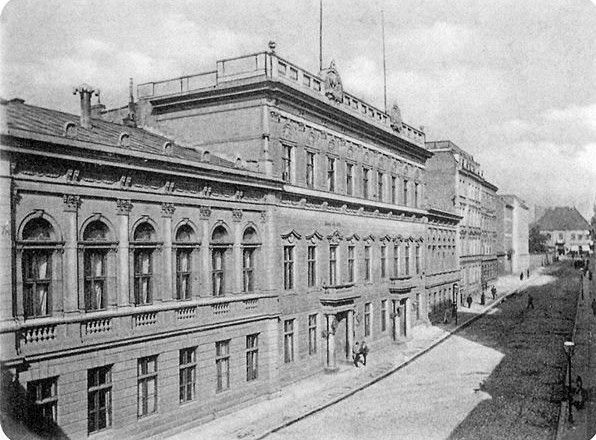
Région de Prusse-Orientale (avant 1901)

La Direction générale régionale de Prusse-Orientale – ou simplement appelé la région de la Prusse-Orientale - est un bâtiment administratif historique à Königsberg sur Landhofmeisterstraße (aujourd'hui ul. S. Tyulenina), qui abritait un institut bancaire agricole.

## Histoire

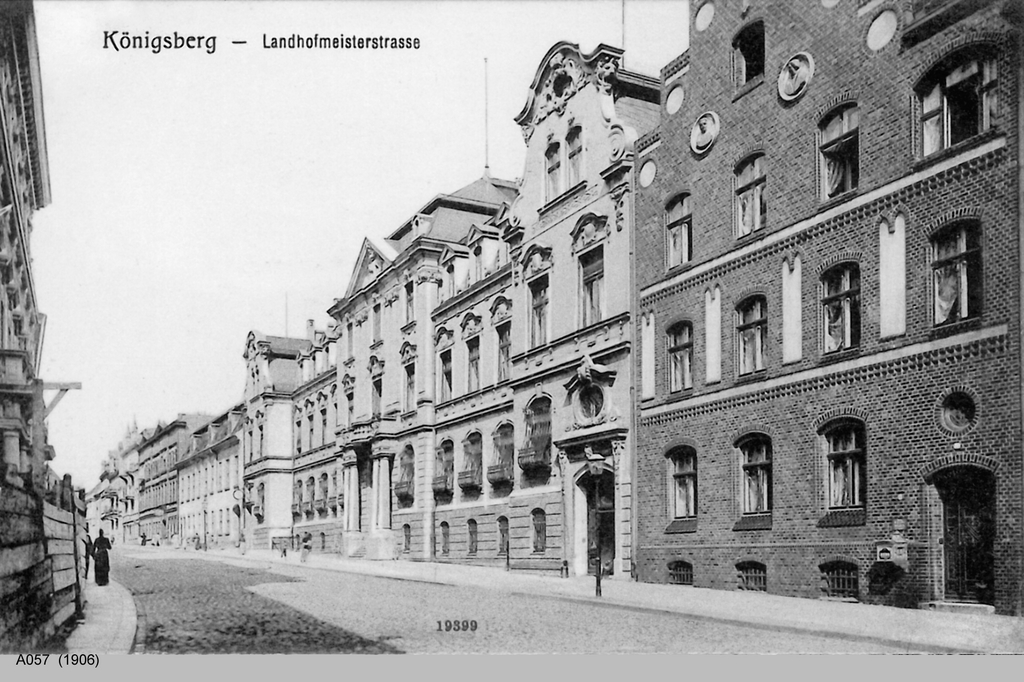
Région de Prusse-Orientale (état après 1901).

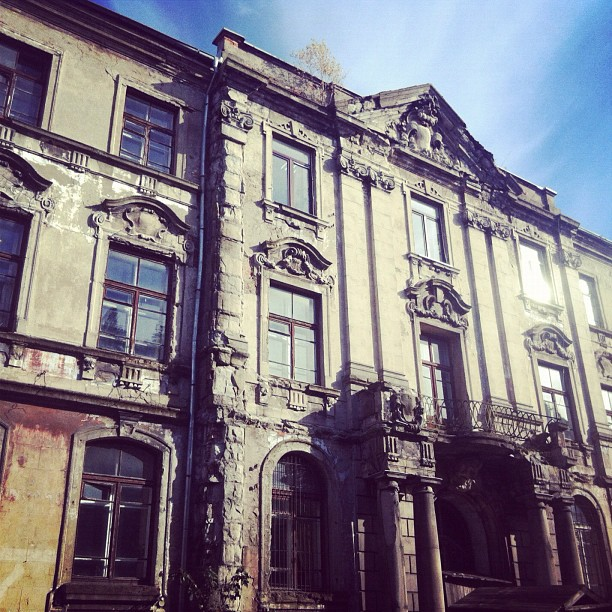
Direction générale régionale de Prusse-Orientale, bâtiment central de 1901/1903 (à partir de 2013).

Cette organisation, qui peut fournir aux agriculteurs de Prusse-Orientale des prêts non résiliables à des taux d'intérêt modérés, est fondée en 1788 par le roi Frédéric-Guillaume II de Prusse avec un capital de 200 000 thalers. En 1806, le directeur régional (de) achète la propriété Wallenrodt à Landhofmeisterstraße 17. Le bâtiment est aménagé sur deux étages et sert initialement de maison pour les domaines. En 1807, les propriétaires fonciers et les Kölmer (de) sont également éligibles au crédit.
Sur invitation du comte Dohna, les domaines s'y sont réunis le 5 février 1813. À la suite de l'appel de Yorck, il y est décidé, sous sa propre responsabilité et à ses propres frais, de mettre sur pied la Landwehr de Prusse-Orientale (de) et du régiment de cavalerie nationale de Prusse-Orientale (de). Otto Brausewetter (de), descendant d'un participant, immortalise cet événement dans un tableau qui est détruit pendant la Seconde Guerre mondiale. Le 7 février 1813, le règlement de la Landwehr établi par Clausewitz, Dohna et Yorck est votée à l'unanimité par le parlement de l'État.
En 1901/1903, un bâtiment néo-baroque est construit à la place de l'ancien bâtiment selon les plans du conseil du bâtiment de Leidich. La façade baroque, divisée en un avant-corps central et deux avant-corps latéraux, rappelle le « bâtiment d'angle sud-est du château royal (de) créé par Joachim Ludwig Schultheiss von Unfriedt.". Le bâtiment est gravement endommagé pendant la Seconde Guerre mondiale ; cependant, la façade est préservée et peut encore être visitée aujourd'hui. Lors de la reconstruction en 1951, on a renoncé aux pignons décoratifs des avant-corps latéraux. Il est aujourd'hui classé monument historique.

## Banque régionale de Prusse-Orientale

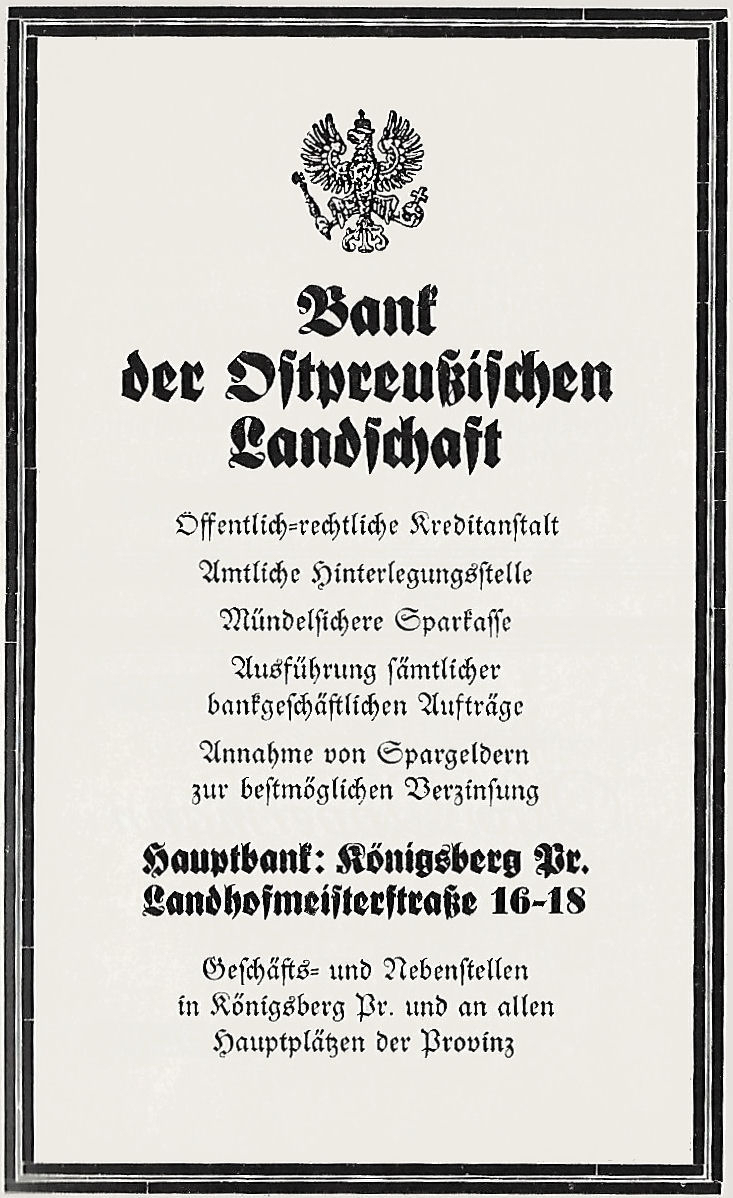
Publicité (1927)

L'institution est fondée en 1869 en tant qu'institut de droit public par la Direction générale régionale de Prusse-Orientale. Le bureau principal est également situé sur la Landhofmeisterstrasse. Le vaste réseau de succursales couvre la province de Prusse-Orientale, y compris le district de Marienwerder. Au total, environ 700 employés sont employés.

## Directeurs généraux régionaux
Les directeurs généraux régionaux des provinces de Prusse et de Prusse-Orientale sont:
1813–0000: Friedrich Ferdinand Alexander zu Dohna-Schlobitten
1845–1853: Alfred von Auerswald
–9999: Konsul Max Schroeder
1859–1877: Emil comte von Kanitz
1887–1905: Jean Pierre Louis Bon
1905–1906: Adolf Eckert (de)
1906–1920: Wolfgang Kapp
1921–1925: Hugo Scheu (de)
1925–1933: Walter von Hippel (de)
–9999: Walter Lechler
–9999: Ernst Neumann